# Greve (rang)
 For alternative betydninger, se Greve. (Se også artikler, som begynder med Greve)
 "Comte" omdirigeres hertil. For andre betydninger af Comte, se Comte (flertydig).
 Der er for få eller ingen kildehenvisninger i denne artikel, hvilket er et problem. Du kan hjælpe ved at angive troværdige kilder til de påstande, som fremføres i artiklen.

Greve er en europæisk højadelrang. I Frankrig, Italien og Spanien betegner greve den tredjehøjeste rang i højadelen efter hertug og markis, mens denne rang i 1200-tallet blev erstattet af den angelsaksiske titel jarl (earl) i England, der derfor ikke har grever. I disse lande findes også rangen vicegreve (fr:vicomte, en:viscount), der er den fjerdehøjeste rang. I Tyskland kunne en greve i det Tysk-Romerske Rige enten rangere direkte under kejseren som rigsgreve, eller betegne den fornemste adelsrang blandt en fyrste eller hertugs vasaller.

## Den danske adel
Greve er den næsthøjeste danske adelsrang efter lensgreve. Greve- og baronstanden blev oprettet i 1671. Der knyttede sig på dette tidspunkt en række særrettigheder til ovennævnte titler, men disse særrettigheder blev afskaffet ved Grundloven af 1849, og dermed er titlen altså i dag af rent honorær karakter. Titlen er arvelig og medfører rang af 2. klasse jf. Hof- og Statskalenderen. 
Titlen er efter 1850 kun blevet givet til medlemmer af kongehuset. F.eks. er titlen Greve af Rosenborg blevet givet til en række medlemmer af kongehuset, som har givet afkald på prinsetitlen ved indgåelse af borgerligt ægteskab.